# 10830 Desforges
10830 Desforges este o planetă minoră (asteroid), cu un diametru de 9,39 km, din centura de asteroizi. A fost descoperită pe 20 octombrie 1993 la Observatorul European Austral de Eric Walter Elst și a fost numită după F. Richard Stephenson⁠(d). 
Obiectul prezintă o orbită caracterizată de o semiaxă mare de 2,6608993 UAi, o excentricitate de 0,17, o înclinație de 11,15279 ° în raport cu ecliptica.